# Вимисли (Маковський повіт)
Вимисли (пол. Wymysły) — село в Польщі, у гміні Красносельц Маковського повіту Мазовецького воєводства.
Населення — 73 особи (2011).
У 1975-1998 роках село належало до Остроленцького воєводства.

## Демографія
Демографічна структура станом на 31 березня 2011 року:
|          | Загалом | Допрацездатний вік | Працездатний вік | Постпрацездатний вік |
| -------- | ------- | ------------------ | ---------------- | -------------------- |
| Чоловіки | 37      | 10                 | 23               | 4                    |
| Жінки    | 36      | 7                  | 21               | 8                    |
| Разом    | 73      | 17                 | 44               | 12                   |